# Heinz Hübner (Politiker)
Heinz Werner Hübner (* 9. Mai 1952 in Crimmitschau) ist ein deutscher Politiker (FDP).
Hübner ist von Beruf Tuchmacher und Diplomlehrer. 
Hübner gehörte von 1965 bis 1977 der FDJ und 1966 bis 1989 dem Freien Deutschen Gewerkschaftsbund in der DDR an. 1988 trat er in die Blockpartei LDPD ein.
Er wurde 1990 über die Landesliste der FDP in Thüringen in den Deutschen Bundestag gewählt, gehörte diesem aber nur bis zum 12. Mai 1992 an, da er vorzeitig ausschied. Hübner lebt in Steinach (Thüringen).